# 방시혁
방시혁(房時爀, 1972년 8월 9일~)은 대한민국의 음악인이자 기업인으로, 하이브의 창업자이자 이사회 의장이다.
서울대학교 미학과 재학 중에 유재하 음악경연대회에서 동상을 수상하였다. 작곡가 겸 음악 프로듀서로서 수많은 히트곡을 제작했고, 스타오디션 위대한 탄생의 심사위원으로도 활동했다. 방탄소년단을 세계적인 음악 그룹으로 만들어 한류 확산에 기여한 공로를 인정받아 2017년 대한민국 콘텐츠 대상에서 대통령 표창을 받았다. 2018년 미국 빌보드가 발표한 '인터내셔널 파워 플레이어스(International Power Players)'로 선정됐다.

## 학력
- 경기고등학교 졸업
- 서울대학교 미학 학사

### 명예 박사 학위
- 서울대학교 경영학 명예박사

## 생애
행정고시를 합격한 관료인 방극윤의 아들로 태어났다. 경기고등학교와 서울대학교 인문대학을 차석으로 졸업했다. 
방시혁이 음악계에 발을 들여놓게 된 것은 중학교 시절 밴드 활동을 시작하면서부터다. 다양한 악기가 가져다주는 생기 넘치는 소리에 흠뻑 취했다고 한다. 중학교 때 배운 기타로 음악인을 꿈꾸기도 했지만, 공부 잘하고 말 잘 듣는 모범생이었던 방시혁은 부모의 뜻에 거스르지 않기 위해 공부에 매진했다. 하지만 음악에 대한 열정을 포기하지 못하고, 서울대학교에 입학하면서 본격적인 음악활동을 했다. 1995년 남성듀오 체크의 ‘인어 이야기’로 작곡가로서 데뷔했고, 같은 해 열린 제6회 유재하 음악경연대회에서 동상을 수상했다. 1997년 박진영에 발탁돼 JYP 엔터테인먼트에서 수석 프로듀서로 활동하면서 박진영 3집 수록곡 ‘이별탈출’을 시작으로 god ‘프라이데이 나이트’, ‘하늘색 풍선’, 박지윤 ‘난 사랑에 빠졌죠’, 비 ‘나쁜 남자’ ‘아이 두’ 등을 작곡했다. 2005년 독립하여 빅히트 엔터테인먼트를 설립하고 대표이사로 재직하며 임정희, 에이트, 2AM, 방탄소년단 등의 음반을 제작한다. 백지영의 ‘총 맞은 것처럼’, 에이트의 ‘심장이 없어’, 2AM의 ‘죽어도 못 보내’, 현대자동차 i-30 CM송 ‘달라송’ 등이 방시혁의 작품이다.
방시혁은 2011년 4월 27일 모교 서울대학교에서 '언론정보문화 포럼시리즈'의 강연자로 초청돼 '오디션 프로그램의 흥행'에 대한 강의를 했다.
그룹 방탄소년단이 미국 '빌보드 200' 7위에 오르고 K팝 그룹 최초로 '2017 빌보드 뮤직 어워즈'에서 수상하면서 방탄소년단을 세계적 그룹으로 만들어 한류 확산에 기여한 공로를 인정받아 2017년 12월 5일 대한민국 콘텐츠 대상에서 해외진출유공 문화교류공헌 부문 대통령 표창을 받았다.
2018년 5월 21일 미국 빌보드가 발표한 세계 음악시장을 움직이는 '인터내셔널 파워 플레이어스(International Power Players)' 73인 중 음악제작(Recording) 부문 파워 플레이어에 선정됐다. 빌보드는 "방시혁 대표가 프로듀싱 한 그룹 방탄소년단의 '러브 유어셀프: 허(Love Yourself: Her)' 앨범이 전 세계적으로 160만장 이상 팔렸으며, 한국 그룹 최초로 빌보드 200 TOP 10 안에 이름을 올렸고, 앨범 타이틀 곡 DNA는 Digital Song Sales 37위에 올랐다"고 소개했다.
오세정 서울대학교 총장의 추천으로 2019년 2월 26일 제73회 전기 서울대학교 학위수여식에 참석해 졸업식 축사를 맡았다. 방시혁은 "앞으로 졸업생들의 여정에는 부조리와 몰상식이 많이 놓여 있을 것이다. 여러분도 분노하고, 부조리에 맞서 싸워 사회를 변화시키길 바란다. 자신이 정의한 것이 아닌, 남이 만들어 놓은 목표와 꿈을 무작정 따르지 말라. 상식에 기초한 꿈을 키우고, 이를 좇아 사회에 기여하길 바란다."고 말했다.
2019년 방시혁은 미국 버라이어티가 선정한 '인터내셔널 뮤직 리더'로 2년 연속 선정됐다.
2020년 10월 빅히트가 공모가 135,000원으로 코스피에 상장되었고, 2021년 하이브로 사명을 변경하였다.

## 논란
2024년 말, 하이브의 방시혁 의장은 회사 상장 과정에서 기존 투자자들에게 상장 계획이 없다고 허위로 알린 뒤, 실제로는 상장을 통해 수천억 원의 이익을 얻은 혐의로 금융당국에 의해 검찰에 고발될 예정이라는 사실이 알려졌다. 금융위원회 산하 자본시장조사심의위원회는 해당 사안을 심의한 뒤 방 의장과 하이브 전직 간부 3명에 대한 고발을 결정했고, 이 조치는 증권선물위원회의 의결을 통해 확정될 가능성이 높다. 핵심 의혹은 방 의장이 2020년 하이브 상장 당시 사모펀드와의 계약을 통해 상장 성공 시 약 4,000억 원의 수익을 받은 사실이 증권신고서에 기재되지 않았다는 점이며, 당시 일부 투자자에게는 상장 계획이 없다고 발언했다는 주장도 제기되었다. 방 의장은 상장 실패 시 지분을 되사는 풋옵션 부담을 지는 대신 성공 시 차익을 나누는 조건으로 계약을 맺었으며, 해당 펀드들도 이 내용을 인정한 바 있다. 그러나 이 과정이 자본시장법상 허위공시 또는 부정거래에 해당하는지는 법적 쟁점으로 남아 있으며, 당시 상장이 최우선 고려사항이 아니었다는 내부 관계자의 증언과 투자자의 개별 매각 사유 등 반론도 존재한다. 결국 방 의장의 고의성과 계약의 공시 누락이 법 위반에 해당하는지는 재판을 통해 가려질 것으로 보이며, 법조계 일각에서는 여론 재판의 가능성에 우려를 표하고 있다.

## 경력
- 1997~2005년 JYP 엔터테인먼트 수석 작곡가 (음악 PD)
- 2005년~2021년 빅히트 엔터테인먼트 대표이사
- 2021년~하이브 의장

## 방송 출연
- 2010~2011년 MBC 《스타 오디션 위대한 탄생 1》 ... 심사위원(멘토)
- 2011년 tvN 《백지연의 피플 INSIDE》 ... 게스트 (방시혁 편)
- 2011년 MBC 《공감토크쇼 놀러와》 ... 게스트(위대한 멘토 스페셜)
- 2012년 SBS 《정재형 이효리의 유&아이》 ... 게스트
- 2014년 MBC 《황금어장 라디오스타》 ... 게스트(여름 바캉스 특집, 382회)
- 2018년 KBS1 《신년특집 명견만리 2》 ... 게스트(방탄소년단과 K-POP의 미래 특집, 67회)
- 2020년 《 I-LAND 》
- 2023년 《유 퀴즈 온 더 블럭》... 게스트(JYP 설립자 박진영과 동반출연)

## CF
- 2011년 미투데이 '나, 오늘, 지금' 캠페인

## 가족
- 남양 방씨(南陽 房氏) 창평공파(昌平公派) 29세손이다. 아버지 방극윤(房極允)은 행정고시를 합격하고 서울지방노동청장과 근로복지공단 이사장을 역임하였다.
- 어머니 최명자는 서울대학교 영어영문학과를 졸업했다.
- 넷마블 창립자인 방준혁(房俊爀) 이사회 의장은 방시혁과 어린 시절부터 친하게 지낸 친척 형이다. 2018년 넷마블은 빅히트엔터테인먼트에 2014억 원을 투자해 지분 25.71%(44만5882주)를 보유한 2대 주주가 됐다. 2019년 6월 넷마블 방준혁 의장은 방탄소년단의 영상·화보를 활용한 모바일게임 'BTS 월드'를 176개국에 출시했다.
- 외삼촌인 최규식(崔奎植)은 제17·18대 국회의원을 지내고 문재인 정부의 주 헝가리 대사를 역임했다.[9]
- 여동생은 이화여자대학교에서 작곡을 전공한 후 보석 디자이너로 활동하고 있다.

## 대인 관계
- 작곡가 김형석과 JYP 엔터테인먼트 대주주 박진영과는 절친한 동료이다.

## 수상
- 1997년 제6회 유재하 가요제 동상
- 2009년 제1회 멜론 뮤직 어워드 송 라이터상
- 2010년 제4회 Mnet 20's Choice 가장 영향력 있는 스타 20인
- 2011년 제1회 한국음악저작권대상 발라드부문 작사가상, 작곡가상
- 2011년 제1회 한국음악저작권대상 작품상
- 2016년 Mnet 아시안 뮤직 어워드 베스트 제작자상
- 2016년 제8회 멜론뮤직어워드 송 라이터상
- 2016년 아시아 아티스트 어워즈 베스트 프로듀서상
- 2017년 제6회 가온차트 뮤직 어워즈 올해의 프로듀서상
- 2017년 제31회 골든디스크 어워즈 제작자상
- 2017년 대한민국 콘텐츠대상 해외진출 유공포상 문화교류 부문 대통령 표창
- 2018년 제5회 이데일리 문화대상 프런티어상
- 2018년 제27회 하이원서울가요대상 올해의 제작자상
- 2020년 제34회 골든디스크 제작자상

## 주요 작곡 목록
- 작사, 편곡은 제외함.

| 가수                                   | 곡 (제목) |
| -------------------------------------- | --- |
| 2AM                                    | - EPILOGUE - 웃는다 - 죽어도 못 보내 - 잘못했어 - 전활 받지 않는 너에게 - 미친듯이 - 불안하다 - Mirage - Love U, Hate U (Feat. 방탄소년단) - 사랑한단 말 못해 - With Or Without U - I Love You (Feat. 백찬, 주희 of 에이트) - LOVE (어쿠스틱 OST PART.1) - NO.1 |
| 간미연                                 | - DON'T TOUCH - 미쳐가 (Feat. 미르 of 엠블랙) - 파파라치 (Feat. 에릭 of 신화) - 안 만나 - 옛날여자 - 어쩌라고 - 하얀 눈이 내리면 - 눈이 내리네 (Feat. 서준) - 바보같은 여자라 (Feat. 방탄소년단) |
| 김건모                                 | - 내게 다가올 널 위해 - 가지 않는길 - 하룻밤의 꿈 |
| 김조한                                 | - RADIO INTRO - Love (지붕 뚫고 하이킥 OST) |
| 김현성                                 | - 기대 - 우리가 함께했던 시간만으로 - 나의 신부에게 - 멀어져 가 - 슬픈 변명 |
| 김동완                                 | - DONGWAN IS - 사랑이 가여워 - 사랑해선 안될 사람 (Feat. 별) - 삼총사 (Feat. MC몽, 허인창) |
| 김민승                                 | - 반지 - 맹세 - 다섯번째 크리스마스 - 소망 - 오래 걸렸어 |
| 김정호                                 | - 마지막 선택 - 졸업 |
| 길건                                   | - 여성독립 |
| 노을                                   | - 노을은 해가 토해낸 피다 - 아무리 - 나의 길 (Feat. 각나그네) - Reloaded (Song. 전우성) - Rewind (Feat. 한나) - Body Jumping - More Than A Woman - Coolly High - 남과 여 (Feat. 린) - At The Party - Body Jumping - 나무 |
| god                                    | - 자유(마법의성) - 모르죠 - 바보 - 나는 알아 - 니가 필요해 - 왜 - 약속 - 나 그대에게 - TRUE EAST SIDE - 0% - 걸어선 안되는 전화 - 하늘색 풍선 - Friday Night - 기차 - 니가 다시 돌아올수 있도록 - Dance All Night - 장미의 전쟁 - 사랑이 영원하다면 - 5+4+1+5=15 - IT'S ALRIGHT FEAT G-SOUL - 떠나지 못하는 이유 |
| 량현량하                               | - 2살 많은 그녀 (Feat. 박지윤) - 성적표 |
| 방탄소년단                             | - NO MORE DREAM - N.O - DANGER - WE ARE BULLETPROOF PT.2 - 흥탄소년단 - 길 (HIDDEN TRACK) - 이불킥 - MISS RIGHT - 상남자 - 21세기소녀 - I NEED U - 쩔어 - RUN - WHALIEN 52 - BUTTERFLY - MA CITY - 불타오르네 - HOUSE OF CARDS - EPILOGUE : YOUNG FOREVER - 피 땀 눈물 - LIE - AWAKE - STIGMA - 둘! 셋! (그래도 좋은 날이 더 많기를) - 고엽 - 봄날 - NOT TODAY - DNA - 고민보다 Go - MIC DROP - PIED PIPER - BEST OF ME |
| 여자친구                               | - Labyrinth - From Me - Apple - Mago |
| 박진영                                 | - 눈이 올 때마다 - 졸업 - 창살 없는 감옥 - 천 년의 사랑 - 처음 만난 남자와 - 이별탈출 - 왜왜 - 사랑할까요 - 니 입술이 - 너의 손끝 - 하나 되는 꿈 - 해달별 |
| 박진영 & 코코리                        | - A DREAM OF "ONE" |
| 박지윤                                 | - 난 사랑에 빠졌죠 - 돌아온 사랑 - 두 눈을 감고서 - 달빛의 노래 - 백조 - 천사 - 빈자리 - DJ (Feat. Psy For Yamazone) - 어떻게 할까요 - 집시여인 - 시작 (Feat. 간미연, Mc Smiely, 가루다) - 여자가 남자에게 바라는 11가지 - 나 상처 받았어 - 잊을래 잊을래 - 고백 - 와줘요 - 잘못 - 시작 - 고백 + DJ (Remix) (Feat. Psy) - 가져요 - 그댈 원했지만 - 귀향. - 사랑이 시작되기 전에 |
| 박기영                                 | - 녹화된 테잎을 감듯이 |
| 박정현                                 | - Winter Kiss (Feat. 백찬 of 에이트) |
| 박정아                                 | - New Ways Always |
| 빅마마                                 | - 사랑해요 - 현대자동차 I30 광고음악 |
| 호란 & 박기영                          | - 달라송 |
| 보아                                   | - 안돼, 난 안돼 - 체념 |
| 비스트                                 | - 내 여자친구를 부탁해 |
| 베이비복스                             | - 꽃무늬 비키니 - 사랑해요 - Bad Boy |
| 백지영                                 | - Woo Ah - 내 귀에 캔디 (Feat. 택연 of 2PM) - 괜찮다고 말하고 - 비라도 내렸으면 좋겠어 - 총 맞은 것처럼 - 입술을 주고 - GO - 돌아와줘 - Sentimental City - 보통 - 눈은 왜 감는 건데 - 너무 싫은 일 - 사랑이 죄인가요 (자명고 OST) - 밤새도록 (Feat. 2AM) |
| 별                                     | - 내 남자의 여자친구 - 마음과 다른 말 - 가슴은 아니까 - 버려야 할 것들 - I LOVE YOU - 안부 (Feat. 나윤권) - 별의 자리 - 왜 모르니 - 나를 봐요 - 나쁜 저주 - 눈물샘 - 다른 사람 - 열 한번 |
| 비                                     | - 나쁜 남자 - 나론 안되니 - 너처럼 (Feat. 바다 of S.E.S.) - 난 - 찾아요 (Feat. 허인창) - 너에게 나는 - I Do - 내가 유명해지니 좋니 - DON'T STOP |
| 배슬기                                 | - RIDE WITH ME - 슬기SAY |
| 백찬                                   | - 무슨 사랑이 그래요 (Feat. 이수영) - 아날로그 소년 - 주문 (아테나 전쟁의여신 OST) |
| 글램                                   | - I LIKE THAT - PARTY (XXO) - 거울앞에서 |
| 바나나걸                               | - 부비부비 - 내 차를 가져가 - 콕 (Feat. 한나) - S (Feat. ENJEL) - Honey (Feat. 이현지) - 라라라 (Feat. 천단비) - 왜 (Feat. 김혜인) - 엉덩이 - 쵸콜렛 (Feat. 이현지) - 마녀의 소풍 (Feat. 원혜영) - Story of Heartbreak (Feat. 주희 of 에이트) - 쵸콜렛 가재발 버내너 - 날개 - 꽃 - 놀이터 - 미쳐미쳐미쳐 - 손톱 - 시간 - 키스해죠 - 회사SONG |
| 다비치                                 | - 시간아 멈춰라 |
| 문지은                                 | - 몰라몰라 - 히비에 히비요 |
| SHARP                                  | - 은밀한 유혹 - MAGIC - 오해 |
| 슈프림팀                               | - 나만모르게(FEAT.T) |
| 소리(SORI)                             | - 입술이 정말 |
| 스퀘어                                 | - Busta |
| 서인국                                 | - 부른다 |
| 성시경                                 | - 내겐 너무 아름다운 그대 - 추억이 들린다 (삼성 YEPP SONG) |
| 소연                                   | - 뭐라고 끝낼까 (고사2 OST Part.1) |
| 시유                                   | - I=fantasy - 정말이니 - FOREVER FRIEND |
| 씨야 & 다비치                          | - 다 컸잖아 |
| 씨유넥스트                             | - 러브 스토리 |
| 이기찬                                 | - 행복해야해 |
| 아이비                                 | - ONE STEP - CAT'S EYE (캐시캣 CF SONG) |
| 엄정화                                 | - INNOCENCE - COME 2 ME |
| 에코                                   | - Broken |
| 원더걸스                               | - Bad Boy |
| 조권, 임정희, 주희, RM, 정국           | - PERFECT CHRISTMAS |
| 옴므(HOMME)                            | - 밥만 잘 먹더라 - 남자니까 웃는거야 - 너 내게로 와라 - 니가 그리울 리 없어 - 딜레마 - 뻔한 사랑 노래 |
| I2I                                    | - 블루웨딩 |
| 원투                                   | - M TEL |
| 알렉스                                 | - 나쁜짓 |
| 임창정                                 | - 니가 날 버린날 |
| 에이트                                 | - 사랑을 잃고 난 노래하네 - 미치다 - 사랑할 수 있을까 - 나에게 하루밖에 없다면 (Feat. V.O.S) - 추억이 들린다 - 우린 사랑해선 안됩니다 - I Love You - Let Me Go (Feat. 조PD) - 물어 봅니다. - Sometin` Sometin - 심장이 없어 - 불쌍한 해바라기 - 옷깃을 잡고서 - Numbers - 참지마 - 이제 슬픈 건 충분해 - 사랑한다면서 - 자유 - 마중 - 이별이 온다 - 참지마 - 유효기간 - 잘가요 내 사랑 - 울고 싶어 우는 사람이 있겠어 - Star (Feat. 창민, 진운 of 2AM) - DILEMMA - U MAKE ME FEEL BRAND NEW |
| 이현                                   | - 내 꺼 중에 최고 - 다며 (Feat. 마이티마우스) - 너니까 - 30분전 (Feat. 임정희) - 가슴은 모르니까 - 악담 - 촌스러워서 - 못잊어 - Heart Beat (Feat. 송희란) - 너란 여자 때문에 - Bad Girl (Feat. Glam & 방탄소년단) - 불가능해 - 왜 나를 울려요 (대물 OST Part.4) |
| 지아 & 이현                            | - 비가 내려와 |
| 이지훈                                 | - 시선(ALLURE) |
| 오현란                                 | - 내가 아는 것 (로펌 OST) |
| 윤도현, 임정희                         | - 기분좋은변화 |
| 임정희                                 | - 사랑에 미치면 (Feat. 아웃캐스트 빅보이 & J.Y.Park) - 사랑의 반대말 - 안돼요 - 해요 (Feat. 미료 From Brown Eyed Girls) - 사랑이 끝나면 - 이런 사랑 저런 사랑 (Feat. J.Y.Park) - 그녀에게 가버리세요 - 들어요 (Feat. 케이윌) - HAPPY PEOPLE - Get You (Feat. Windy City) - 튤립 (Feat. 이희아, One Sun) - 품 - 니가 떠나고 나도 - 희망의 끝에서 - 하늘아 바람아 - Melody - 진짜일 리 없어 - 헤어지러 가는 길 (Feat. 조권 of 2AM) - 재 (Feat. 방탄소년단) - 내가 미워 - 아직 내 남자야 - Yes - 그녀에게 가버리세요 - 사랑아 가지마 - 골든 레이디 - 내가 미워 - 시계태엽 - 사랑에 미치면 - Stay (Feat. 백찬 of 에이트) |
| 임상아                                 | - SUNDAY |
| 이정현                                 | - 뻔 FUN |
| 이승기                                 | - 사랑이 술을 가르쳐 - 친구잖아 - Tonight - 널 웃게 할 노래 (Feat. 방탄소년단, 하림) |
| 양파                                   | - 령혼 (혼 OST) |
| 에픽하이                               | - I`m OK : 집 번호를 준다는 것은 (Feat. 린) - M.U.S.I.C (삼성 YEPP SONG) |
| 제이                                   | - 비밀 - 술과 순정 (Feat. 은지원) |
| SG워너비                               | - 비틀즈의 음악보다 (삼성 YEPP SONG) |
| 지아                                   | - 밥한숟갈 |
| 조권                                   | - ANIMAL - AWESOME GIRL - HEAVEN - I'M DA ONE - LIPSTICK - SOMETHING 'BOUT YOU |
| 장근석                                 | - 터치홀릭 (삼성 YEPP SONG) - JUST DRAG |
| 장혜진                                 | - 한번만 울고 말자 |
| 정진운                                 | - LA LA LA |
| 조성모                                 | - 웃을께 (커피하우스 OST Part.1) |
| 죠앤                                   | - 유혹 - 질투 |
| 지소울                                 | - 늦게 핀 사랑(TOO LATE) (풀하우스 OST) |
| 진주                                   | - 외면 - 그대여 어서 와요 - 그대와 나 언제까지나 - I Need You - 나는 봤어 - Good-Bye - 외면 - Baby Baby - 사랑은 가고 - 신림동 597번지 |
| 채정안                                 | - TV러브 (Feat. 백찬 of 에이트) (엑스캔버스 타임머신 주제곡) |
| 체크                                   | - 힘들어 |
| 팀                                     | - 아버지께 |
| 티아라                                 | - 처음처럼 |
| 윤미래(T)                              | - 슬픔에 기대어 |
| 타샤니                                 | - If |
| 티니                                   | - ONE FINE DAY - 변심 |
| 틴탑                                   | - 향수 뿌리지 마 |
| 태군                                   | - ONE TWO STEF |
| 태연                                   | - COLORFUL (JTBC 캠페인 SONG) |
| 케이윌                                 | - 바보처럼 (신드롬 OST) - 나무 - 꿈(DREAM) (이죽일놈의사랑 OST) - 버릇 - You (Feat. 스윗소로우) - 사랑은 좋은 거 (Feat. Common Ground) |
| 파이브                                 | - SHADOW DANCE - I'M SORRY - 알면서도 |
| 하동균                                 | - 사랑에게 |
| 한나                                   | - 자꾸 생각나 - 유혹의 기술 - 뭐가 미안해 - 떠나기 일보 직전 - 나타나줘 - 그댄 날 웃게 하는걸 - THIS IS IT FOR NOW - LAST DANCE |
| 황치훈                                 | - 힘들어 |
| 동요                                   | - 도롱뇽 |
| 쥬니버 동요스쿨 1기 (엉클뱅)           | - 2015년 참여 |
| 방시혁 & 최승호의 말놀이 동요집        | - 참여 |
| 방시혁 & 김정인 가족사랑의 날 프로젝트 | - 참여 |
| 신드롬 OST (귀여니 멀티미디어 소설)    | - 참여 |
| KBS LOGO SONG                          | - 2001년 참여 |
| 최정원의 감성시대 LOGO SONG (MBC FM)   | - 2003년 참여 |
| 최화정의 파워타임 LOGO SONG (SBS FM)   | - 2003년 참여 |

외 다수 곡 참여